# Caballar
Caballar ist eine Gemeinde in der spanischen Provinz Segovia. Sie liegt im Süden der Autonomen Region Kastilien und León, an der Nordwestabdachung der Sierra de Guadarrama. Sie hat 75 Einwohner (Stand: 2024). 

## Geographie
Caballar liegt etwa 24 Kilometer nordwestlich vom Stadtzentrum von Segovia in einer Höhe von ca. 1030 m. 
Caballar befindet sich innerhalb der Zone des kontinentalen mediterranen Klimas.

## Bevölkerungsentwicklung
| Jahr      | 1970 | 1981 | 1991 | 2001 | 2011 | 2021 |
| Einwohner | 221  | 137  | 110  | 94   | 100  | 74   |

## Sehenswürdigkeiten

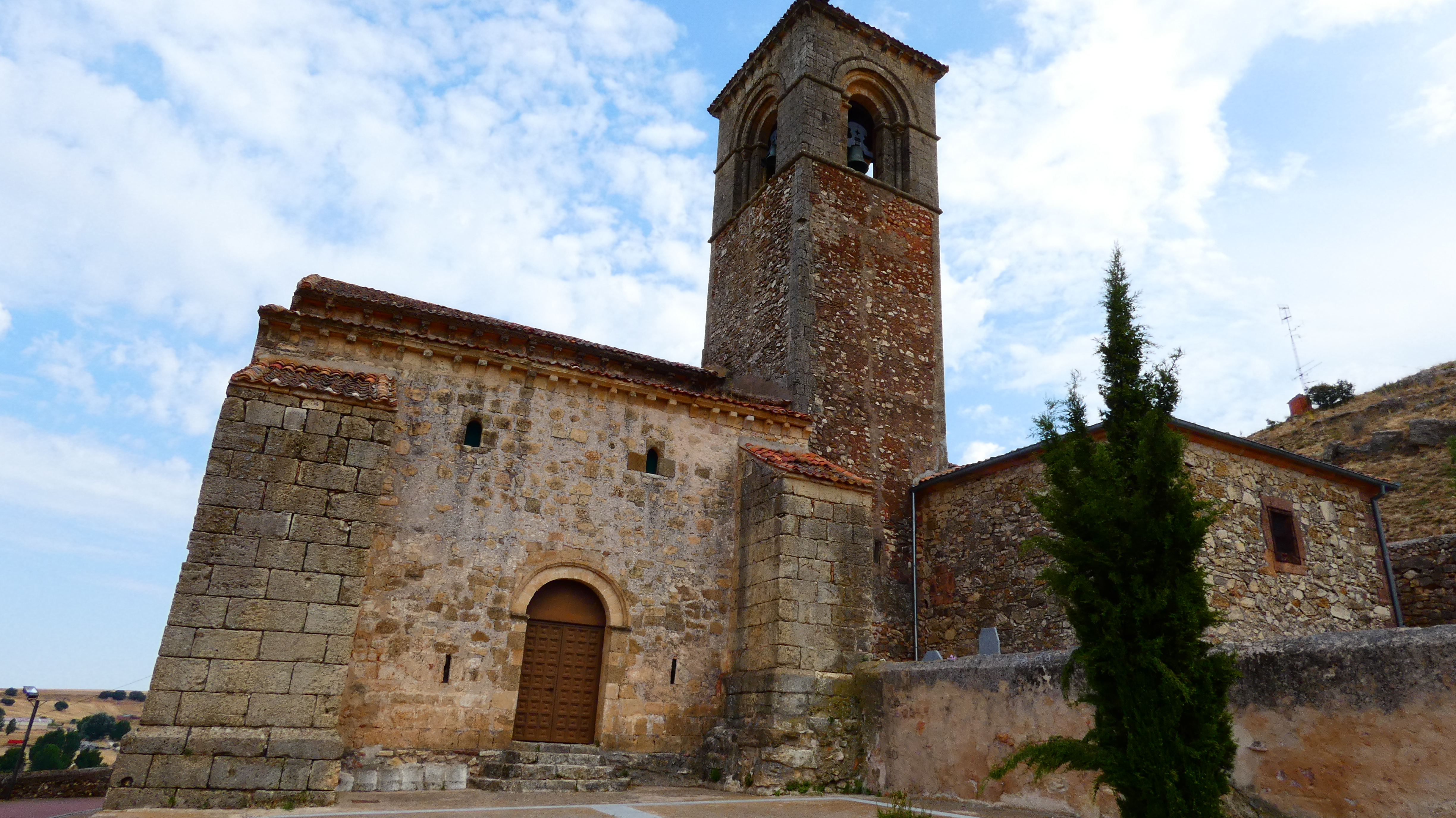
Kirche Mariä Himmelfahrt
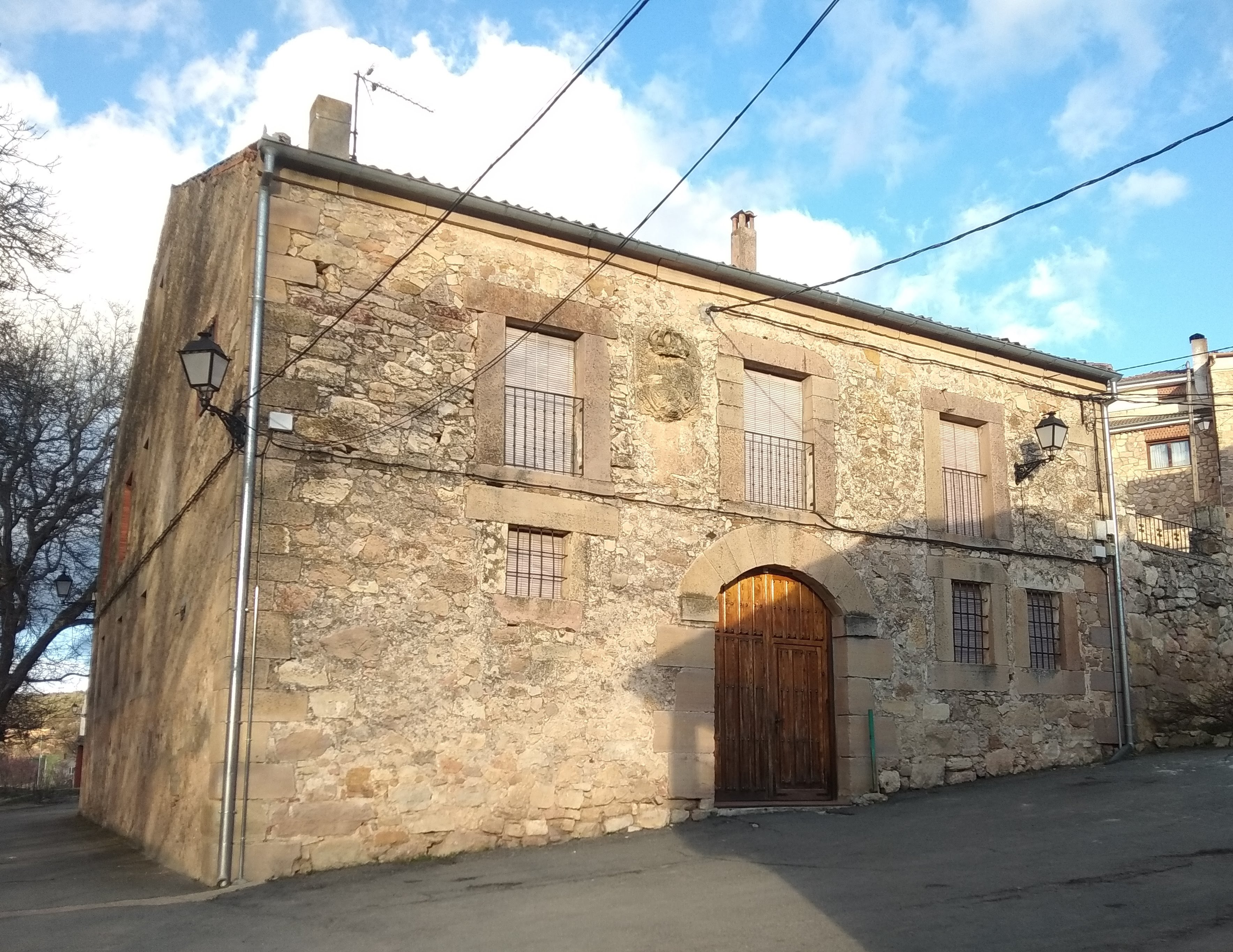
Marienkapelle

- Kirche Mariä Himmelfahrt
- Rathaus